# Epidendrum paraguastigma
Epidendrum paraguastigma là một loài thực vật có hoa trong họ Lan. Loài này được Hágsater & García-Cruz mô tả khoa học đầu tiên năm 1999.